# پیوت
پیوت (نام علمی: Lophophora williamsii) نام یک گونه از سرده لوفوفورا است. این گیاه دارای ماده روانگردان مسکالین است. زیستگاه پیوت مکزیک و تگزاس است. این گیاه جزء گیاهان دارویی بومیان آمریکا است.

## باورهای مذهبی
مردمان بومی مکزیک و تگزاس از پیوت برای مراسم دینی استفاده می‌کردند؛ زیرا باعث ایجاد توهماتی می‌شد که گمان می‌کردند شهودی به سوی واقعیتی دیگر یا جهان معنوی است. آنها باور دارند پیوت گیاهی مقدس است و به آنها کمک می‌کند تا با خداوند ارتباط برقرار کنند.

## روش استفاده
معمول‌ترین روش استفاده، جویدن کامل و بلعیدن دکمه‌های تازه یا خشک شده پس از زدودن ریشه و شن آن است. این همان شیوه ایست که همواره به‌طور معمول در مراسم سرخپوستان انجام می‌شود. طعم این کاکتوس برای اکثر افراد به‌طور غیرقابل تحملی تلخ به نظر می‌رسد. با اینحال، سرخپوستان احساس می‌کنند برای کسی که قلب پاکی دارد، مزهٔ آن تلخ نخواهد بود. بسیاری دریافته اند که نه تنها نباید از مزهٔ تلخ منزجر شد، بلکه باید اجازه داد که شخص احساس کند که مستقیماً به مرکز تلخی شیرجه می‌زند، تا نوعی جدایی از طعم زننده تجربه شود. به حدی که شخص از طعم تلخ آگاه است، اما تلخی دیگر او را ناراحت نمی‌کند. این عمل شبیه آوردن آگاهی شخص به مرکز درد است، بطوریکه ممکن است منجر به رهایی از درد گردد. این یک ترفند دشوار نیست، بلکه مستلزم آمادگی ذهنی است.
افرادی که نمی‌توانند تلخی پیوت را تحمل کنند، اغلب سراغ روش‌هایی دیگری می‌روند. یک روش نسبتاً مؤثر این است که آب میوهٔ شیرین نشدهٔ گریپ فروت را هنگام جویدن آن نوشید. اسید موجود در آب میوه تا اندازه ای ته مزهٔ تلخ آنرا خنثی می‌کند. روش دیگر اینست که دکمه‌های خشک شده را در یک دستگاه خُردکن، خرد کرده و مواد خرد شده را درون کپسول‌های خوراکی بریزید. اغلب، افراد دکمه‌ها را برای چندین ساعت در آب می‌جوشانند تا جوشاندهٔ غلیظی بسازند.
یک فنجان از این جوشانده را می‌توان در چند جرعه فوراً قورت داد. به‌طور کلی توصیه شده‌است که هر شخصی که پیوت یا مسکالین مصرف می‌کند، آنرا به تدریج در شکم فرو بریزد. یا در یک دورهٔ یک ساعته یا دو نیم از یک دوز کامل را هر ۴۵ دقیقه جدا مصرف نماید. این کار برای کاهش شوک آلکالوئید به سیستم گوارشی انجام می‌شود. حالت تهوع یا دل بهم خوردگی گاهی اوقات نیم ساعت یا بیشتر، پس از مصرف پیوت یا مسکالین روی می‌دهد و معمولاً در کمتر از یک ساعت رفع می‌شود.

## نگارخانه

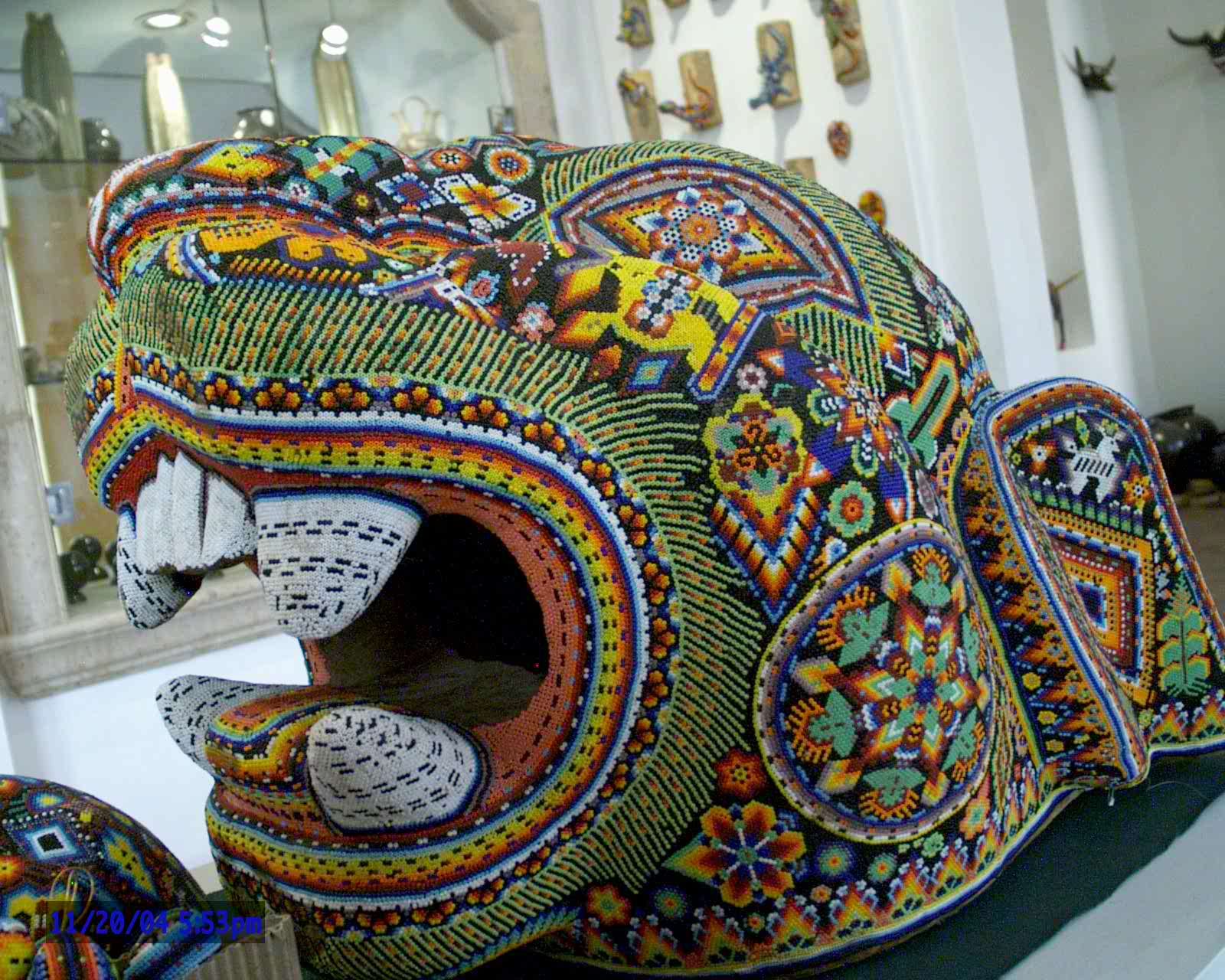
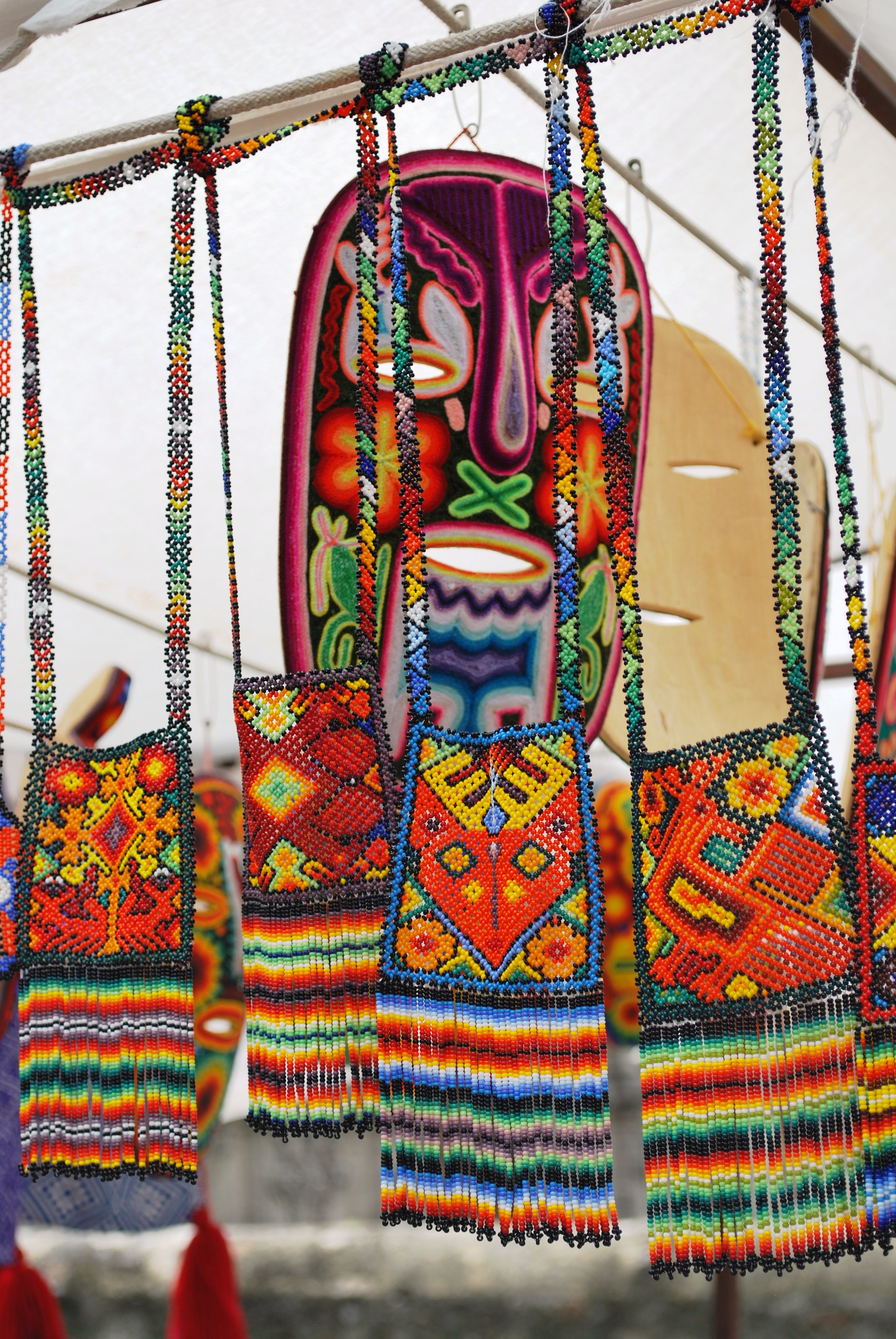
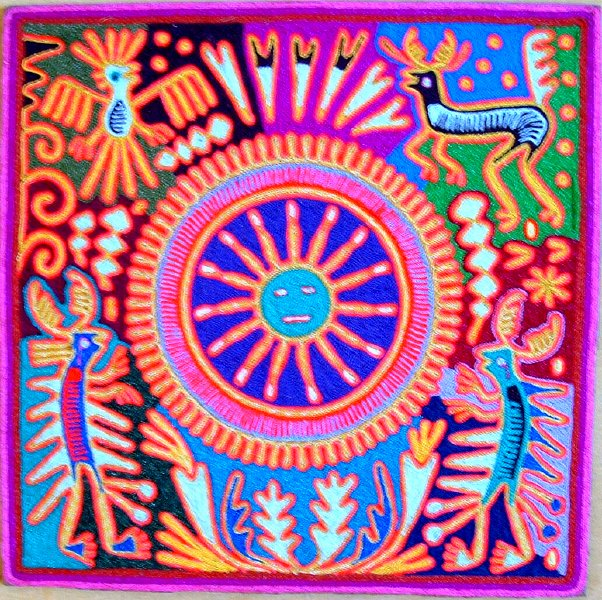
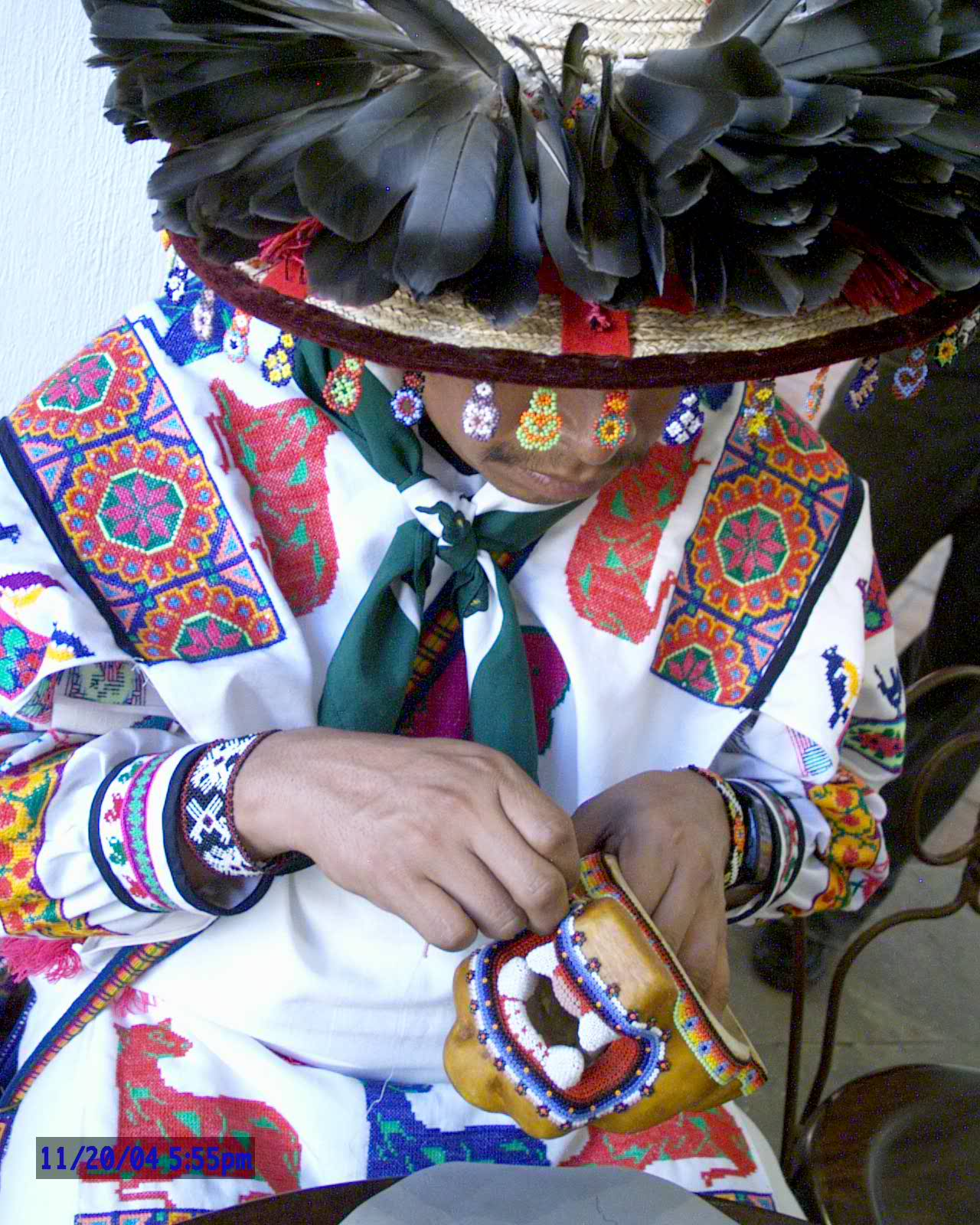